# Buddy-Film
Buddy-Film oder Buddy-Movie ist ein Filmgenre mit zwei Hauptcharakteren gleichen Geschlechts. Der Begriff leitet sich vom englischsprachigen Wort Buddy ab, was so viel wie Freund oder Kumpel bedeutet.
Die Akteure eines Buddy-Films sind durch ein zwischenmenschliches Verwandtschafts- oder Bekanntschaftsverhältnis, ein Ereignis oder eine Situation zum gemeinschaftlichen Handeln quasi gezwungen, um die Lösung der verbindenden Problematik – meist am Ende der Geschichte – in Teamarbeit erreichen zu können.
Zum größten Teil werden für die handelnden Duos Personen verwendet, die bezüglich Weltanschauung, Herkunft, Temperament, Phänotyp, Statur, Fähigkeiten und Fertigkeiten auf unterschiedlichen Stufen stehen. Der dadurch entstehende Konflikt zwischen beiden Personen und die Interaktion mit dem jeweiligen Gegenüber bietet unter anderem auch Spielraum für komödiantische Elemente, weshalb solche Filme meist im Komödien-Genre angesiedelt sind. Oft besteht eine Nähe zum Actionfilm und speziell auch zum Roadmovie.
Ein Untergenre ist der Buddy-Cop-Film, bei dem die Protagonisten auch Mitglieder einer Polizeieinheit sind.

## Beispiele

### Bekannte Leinwandpaare
- Laurel und Hardy:
Schon zu Stummfilmzeiten wurde das ungleiche Paar durch die Laurel-und-Hardy-Filme populär. Sie unterschieden sich durch ihre Statur und Lösungsansätze, waren aber stets aufeinander angewiesen.
- Jack Lemmon und Walter Matthau:
In den 1960er Jahren startete Billy Wilder mit dem Film Der Glückspilz die Zusammenarbeit dieses Leinwandpaars, welche im Anschluss in zehn weiteren Produktionen zusammenwirkten. Dazu zählt auch Wilders letzter Film Buddy Buddy.
- Bud Spencer und Terence Hill:
Zwischen 1967 und 1994 drehten die beiden zahlreiche Filme, wobei diese anfangs noch zynische und humorlose Italowestern waren. Erst 1969 wurden die beiden in Hügel der blutigen Stiefel von Enzo Barboni als komisches Duo inszeniert. Besonders in Deutschland waren die Filme, oft Western-Parodien, mit den flapsigen Sprüchen und unblutigen, parodistisch überzeichneten Prügeleien sehr beliebt.
- Pierre Richard und Gérard Depardieu:
Zwischen 1981 und 1986 drehten Richard und Depardieu die drei Erfolgskomödien Der Hornochse und sein Zugpferd, Zwei irre Spaßvögel und Die Flüchtigen, in denen Richard als Tollpatsch zu sehen war und Depardieu die Rolle seines hartgesottenen (und widerwilligen) Partners übernahm.
- Pat & Patachon

### Buddy-Cop-Filme
- Mel Gibson und Danny Glover: In Lethal Weapon – Zwei stahlharte Profis von 1987 inszenierte Regisseur Richard Donner mit komödiantischen Stilelementen die Geschichte von zwei ungleichen Polizisten. Der Film war so erfolgreich, dass bis 1998 drei Fortsetzungen folgten.
- Dan Aykroyd und Tom Hanks in Schlappe Bullen beißen nicht von 1987
- James Belushi und Arnold Schwarzenegger in Red Heat von 1988
- Sharon Gless und Tyne Daly in Cagney & Lacey. Der Produzent Barney Rosenzweig war durch Molly Haskells Buch From Reverence to Rape von 1974, in dem es um die Darstellung von Frauen in Hollywood-Filmen geht, darauf aufmerksam geworden, dass es vordem keine weiblichen Buddy-Filme gab und entwickelte daraufhin die später erfolgreiche Serie, die dann ab 1982 im amerikanischen, und ab 1987 im deutschen Fernsehen lief.[1]
- James Belushi und Rando als unkonventionelles Buddy-Ensemble in Mein Partner mit der kalten Schnauze von 1989
- Jackie Chan und Chris Tucker in Rush Hour (1998), Rush Hour 2 (2001) und Rush Hour 3 (2007)
- Harrison Ford und Josh Hartnett in Hollywood Cops von 2003
- Will Ferrell und Mark Wahlberg in Die etwas anderen Cops von 2010
- John Travolta und Jonathan Rhys Meyers in From Paris with Love von 2010
- Omar Sy und Laurent Lafitte in Ein Mordsteam von 2012
- Sandra Bullock und Melissa McCarthy in Taffe Mädels von 2013
- Judy Hopps (Hase)	und Nicholas P. Wilde (Rotfuchs) in Zoomania von 2016

### Fernsehserien
Das erfolgreiche Konzept der Buddy-Movies wurde auch für Fernsehserien angewendet. Besonders erfolgreich wurden Starsky & Hutch (Buddy-Cop-Film) und Männerwirtschaft, letztere Serie basiert thematisch auf dem gleich gelagerten Film Ein seltsames Paar.